# Северное (Костанайская область)
Северное (каз. Северный) — упразднённое село в Фёдоровском районе Костанайской области Казахстана. Исключено из учётных данных в 2023 году. Входило в состав Камышинского сельского округа. Находится примерно в 42 км к северо-востоку от районного центра, села Фёдоровка. Код КАТО — 396845500.

## Население
В 1999 году население села составляло 181 человек (96 мужчин и 85 женщин). По данным переписи 2009 года, в селе проживали 92 человека (49 мужчин и 43 женщины). По данным переписи 2021 года, в селе проживало 44 человека (21 мужчина и 23 женщины).